# Klaus-Michael Köpcke
Klaus-Michael Köpcke (* 26. Januar 1952 in Eckernförde) ist ein deutscher Germanist.

## Leben
Nach dem Studium (1972–1977) der Germanistik, Geschichtswissenschaft und Pädagogik an der Universität Hamburg, dem ersten Staatsexamen 1977 für das Höhere Lehramt, dem Studium (1977–1978) der Linguistik an der Southern Illinois University Carbondale, dem zweiten Staatsexamen 1979 für das Höhere Lehramt, der Promotion 1981 am Fachbereich Sprachwissenschaften der Universität Hamburg und der Habilitation 1991 für das Gebiet »Linguistik des Deutschen« an der Fakultät für Geistes- und Sozialwissenschaften der Universität Hannover war er von 2004 bis 2017 C4-Professor für Deutsche Sprachwissenschaft und Sprachdidaktik an der WWU Münster.

## Schriften (Auswahl)
- Untersuchungen zum Genussystem der deutschen Gegenwartssprache. Tübingen 1982, ISBN 3-484-30122-8.
- Schemata bei der Pluralbildung im Deutschen. Versuch einer kognitiven Morphologie. Tübingen 1993, ISBN 3-8233-4748-9.
- mit Arne Ziegler (Hg.): Schulgrammatik und Sprachunterricht im Wandel. Berlin 2013, ISBN 3-11-031590-4.
- mit Arne Ziegler (Hg.): Deutsche Grammatik in Kontakt. Deutsch als Zweitsprache in Schule und Unterricht. Berlin 2015, ISBN 3-11-037280-0.